# Rhizothrix spinosa
Rhizothrix spinosa är en kräftdjursart som beskrevs av Coull 1971. Rhizothrix spinosa ingår i släktet Rhizothrix och familjen Rhizothricidae. Inga underarter finns listade i Catalogue of Life.